# 防衛庁長官政務官
防衛庁長官政務官（ぼうえいちょうちょうかんせいむかん。英語：Parliamentary Secretary for Defense）は、防衛庁を担当していた長官政務官。定数は2名。

## 概説
2001年1月6日、中央省庁再編により各府省に大臣政務官が新設された。中央省庁再編にともない、防衛庁は内閣府の外局とされたが、大臣庁であったため大臣政務官と同等の長官政務官が設置された。なお、中央省庁再編後、大臣庁は防衛庁だけとなったため、日本で唯一の長官政務官であった。2007年1月9日、防衛庁が防衛省に改組されたため、防衛庁長官政務官は廃止され、防衛大臣政務官が新設された。

## 歴代長官政務官
| 防衛庁長官政務官 | 防衛庁長官政務官            | 防衛庁長官政務官 | 防衛庁長官政務官 | 防衛庁長官政務官               |
| 内閣             | 内閣                        | 氏名             | 氏名             | 期間                           |
| ---------------- | --------------------------- | ---------------- | ---------------- | ------------------------------ |
| 第2次森内閣      | 改造内閣 （中央省庁再編後） | 岩屋毅           | 米田建三         | 2001年1月6日 - 2001年4月26日   |
| 第1次小泉内閣    | 第1次小泉内閣               | 嘉数知賢         | 平沢勝栄         | 2001年5月7日 - 2002年1月8日    |
| 第1次小泉内閣    | 第1次小泉内閣               | 木村太郎         | 山下善彦         | 2002年1月8日 - 2002年9月30日   |
|                  | 第1次改造内閣               | 小島敏男         | 佐藤昭郎         | 2002年10月4日 - 2003年9月22日  |
|                  | 第2次改造内閣               | 嘉数知賢         | 中島啓雄         | 2003年9月25日 - 2003年11月19日 |
| 第2次小泉内閣    | 第2次小泉内閣               | 嘉数知賢         | 中島啓雄         | 2003年11月20日 - 2004年9月27日 |
|                  | 改造内閣                    | 北村誠吾         | 柏村武昭         | 2004年9月30日 - 2005年8月8日   |
|                  | 改造内閣                    | 北村誠吾         | （欠員）         | 2005年8月8日 - 2005年9月21日   |
| 第3次小泉内閣    | 第3次小泉内閣               | 北村誠吾         | 愛知治郎         | 2005年9月22日 - 2005年10月31日 |
|                  | 改造内閣                    | 高木毅           | 愛知治郎         | 2005年11月2日 - 2006年9月26日  |
| 第1次安倍内閣    | 第1次安倍内閣               | 大前繁雄         | 北川一成         | 2006年9月27日 - 2007年1月8日   |

- 長官政務官は同一の職に複数名を任命することがあるため、通常は代数の表記は行わない。そのため、本表では代数の欄は設けない。